# Laguna Matancilla
La laguna Matancilla es un cuerpo de agua léntico en el curso del río Cortaderal ubicada en la alta cordillerana de la Región de O'Higgins.

## Historia
Luis Risopatrón la describe sucintamente en su Diccionario Jeográfico de Chile (1924):: 535 
Matancillas (Laguna de las).Es pequeña, de transmisión i se encuentra en la parte inferior del valle del Cortaderal, del del Cachapoal.